# 甯喜
甯喜（？—前546年），即甯悼子，中国春秋时期卫国的卿。
前559年，卫献公不敬孙林父和宁殖，孙林父联合甯殖，逐出卫献公，立卫殇公。前553年，甯殖临终，后悔逐出卫献公，让儿子甯喜掩护卫献公回国。前548年，卫献公联络甯喜。前547年，甯喜杀卫殇公，驱逐孙林父，立卫献公复辟。晋国出兵执甯喜，不久放回。前546年，结果卫献公害怕甯喜专权，公孙免余受命杀死了甯喜，灭掉了甯氏。